# Чернушовичи
Чернушовичи (укр. Чорнушовичі) — село в Подберёзцовской сельской общине Львовского района Львовской области Украины.
Население по данным 2024 года составляло 603 человека. Население по переписи 2001 года составляло 648 человек. Занимает площадь 2,146 км². Почтовый индекс — 81143. Телефонный код — 3230.